# Francis Catalano
Pour les articles homonymes, voir Catalano.
Francis Catalano est un poète, traducteur et nouvelliste québécois. Il est né à Montréal en 1961.

## Biographie
Étudiant, il a collaboré au journal du cégep Édouard-Montpetit, Le Motdit, dans une section intitulée « pulsion d'encre ». Le poète Claude Beausoleil l'a invité à publier ses textes dans la revue la Nouvelle Barre du Jour, lieu de tous les formalismes dans les années 1980
Il a fondé la revue de poésie INFLUX (1980-1985).
Il participe au comité de rédaction de la revue de poésie Exit depuis 2005, qui, à l'époque, était composé des poètes Denise Brassard, Stéphane Despatie et Jean-Sébastien Huot.
Il a traduit des poètes italiens tels Valerio Magrelli, Fabio Scotto et Antonio Porta.
En poésie, il a écrit sur son père dans Patères (une plaquette à compte d'auteur, republiée dans Douze avrils aux Écrits des Forges) et sur la mort de sa mère dans M'atterres. Sur ce dernier livre la poète et critique Jocelyne Felx a écrit: "Privilégiant un champ de vision réaliste, les signes géographiques, topographiques, toponymiques et culturels rattachés à ses voyages (...) agissent tels des instruments d'optiques susceptibles de faire ressortir le sens des liens originels."
Plusieurs de ses livres prennent naissance dans ses carnets de voyage. Il a dit écrire des « road poems » en s'inspirant de Jack Kerouac. Jouant sur la spatialité du poème, dans la mise en page de celui-ci, Francis Catalano utilise également un vocabulaire riche. Ce qui a fait dire au critique David Cantin qu'il avait une plume savante et que « la langue de ce poète québécois d'origine italienne fascine (...) grâce à ses accidents et à son déséquilibre. ».
Soucieux d'explorer la géographie de ses déplacements tout autant que l'histoire, il déploie dans son livre de poésie Index, un point de vue historique critique sur notre passé de blanc en terre amérindienne. Le poète et critique Bertrand Laverdure a écrit à ce sujet: "Index, saga poétique en miniature traitant du destin de l'Amérique et de son histoire, revisitant les clichés qui nous ont été enseignés au sujet de nos racines, met en relief plusieurs pans de nos méconnaissances identitaires. Divisé en cinq parties, qui toutes s'attardent à survoler des siècles d'histoire et nos préjugés de Blancs colonisateurs (...)"
Intéressé par les métamorphoses occasionnées par la technologie, le poète, dans son recueil Panoptikon, (titre inspiré par Michel Foucault qui traite dans son livre Surveiller et punir du procédé concentrationnaire imaginé par Jeremy Bentham, consistant à imaginer un bâtiment permettant de voir en permanence les détenus), aborde l'idée du regard permanent sur le lecteur. L'écrivain et critique Mathieu Arsenault a écrit sur ce livre: « Dans Panoptikon, le constat est implacable dès le départ:  il sera impossible désormais d'échapper à ce régime du visible. Les flux de pouvoir qui circulent ne sont pas extérieurs au sujet: ils lui sont constitutifs. C'est de l'intérieur qu'on est vu. ».

## Poésie
- Repoussoirs, in "Lèvres urbaines", vol. 28, Trois-Rivières, (Québec), Canada, Écrits des Forges, 1997, 63 p. (ISBN 978-2-89046-439-1)
- Romamor, Trois-Rivières, (Québec), Canada, Écrits des Forges, 1999, 92 p. (ISBN 978-2-89046-514-5)
- Index, Montréal, (Québec), Canada, Éditions Trait d'Union, 2001, 152 p. (ISBN 978-2-922572-67-4)
- M'atterres, Montréal, (Québec), Canada, Éditions Trait d'Union, coll. « Filigranes », 2002, 150 p. (ISBN 978-2-922572-91-9)
- Panoptikon, Montréal, Triptyque, 2005, 114 p.  (ISBN 9782890315419)
- qu'une lueur des lieux, Montréal, L'Hexagone, 2010,  (ISBN 9782890068384)
- Au cœur des esquisses, Montréal, (Québec), Canada, Éditions de l'Hexagone, 2014, 102 p.  (ISBN 9782896480524)
- Douze avrils, Trois-Rivières, Écrits des forges, 2018 (réédition des recueils M'atterres et Patères)  (ISBN 9782896453344)
- Climax, Montréal, Éditions Mains libres, 2022, 102 p.  (ISBN 9782925197188)

## Romans et nouvelles
- On achève parfois ses romans en Italie, Montréal, (Québec), Canada, Éditions de l'Hexagone, 2012, 365 p.  (ISBN 9782896480104)
- Qu'il fasse ce temps (nouvelles), Montréal, Druide, 2020.  (ISBN 9782897115234)
- L'origine du futur, (essai-fiction), Montréal, Mains libres, 2021  (ISBN 978-2-925197-01-0)

## Traduction
- Le vase brisé, traduction de Valerio Magrelli, Montréal, (Québec), Canada, Éditions du Noroît, 2000, 126 p.  (ISBN 978-2-89018-433-6)
- Instructions pour la lecture d'un journal, traduction de Valerio Magrelli,Trois-Rivières (Québec), Canada, Écrits des Forges/Editions Phi, 2005, 123 p  (ISBN 9782890469075)
- Yellow, traduction d'Antonio Porta, Montréal (Québec), Canada, Éditions du Noroît, 2009, 111 p.  (ISBN 9782890186651)
- Bouche secrète, traduction de Fabio Scotto, Montréal, (Québec), Canada, Éditions du Noroît, 2016, 108 p  (ISBN 9782897660482)
- Exfance, traduction de Valerio Magrelli en collaboration avec Antonella D’Agostino, Montréal (Québec), Canada, Mains libres, 2023. 144 p  (ISBN 9782925197362)

## Œuvres traduites
- Where spaces glow (selected poems), trad. Christine Tipper, Toronto, (Ontario), Canada, Guernica Editions, 2013, 108 p.
- Nos habita, trad. de Laura Pugno et Violeta Medina, Madrid/ Calcutta, Espagne/ Inde, Meninas Cartoneras Editores/Colores de Calcutta, 2013
- Lo global y lo invisible, trad. Gabriel Martin, Guadalajara (Jalisco)/Trois-Rivières (Québec), Mexique-Canada, Mantis Editores et Écrits des Forges, 2015, 129 p.  (ISBN 978-6079397258)
- La fatiga de las estrellas, trad. Renato Sandoval Bacigalupo, préf. Danielle Fournier, Lima, Pérou, Lustra Editorial, 2016, 153 p.
- Schizzi di Milano, trad. et préf. Italo Testa, ill. Francesco Balsamo, Messina (Sicile), Italie, Carteggi Letterari Le Edizioni, 2017, 45 p.

## Honneurs
- 2001 - Nomination pour le Prix Estuaire des Terrasses Saint-Sulpice, M'atterres
- 2006 - Prix de traduction John-Glassco, Instructions pour la lecture d'un journal de Valerio Magrelli [6]
- 2010 - Grand Prix Québecor du 26e Festival international de la poésie de Trois-Rivières, qu'une lueur des lieux[7]
- 2010 - Nomination pour les Prix du Gouverneur Général, qu'une lueur des lieux
- 2023  Prix du Festival de la poésie de Montréal, Première sélection, Climax
- 2023  Lauréat du Prix de poésie de LaMetropole.com., Climax  [8]